# Narodowy Bank Tadżykistanu
Narodowy Bank Tadżykistanu (tadż. Бонки миллии Тоҷикистон) – tadżycki bank centralny i rezerwowy z siedzibą w Duszanbe, utworzony 21 lutego 1991 r. Bankowi przysługuje wyłączne prawo emitowania znaków pieniężnych Tadżykistanu. Jest niezależnym podmiotem prawnym w kraju. 

## Cele i funkcje

### Cele
Główne cele banku to:
- Utrzymanie stabilnego poziomu cen w ramach swoich kompetencji
- Rozwój i wzmocnienie systemu bankowego kraju
- Promowanie skutecznego i płynnego działania systemu płatności
- Utrzymanie stabilności siły nabywczej waluty krajowej

### Funkcje
- Rozwój polityki pieniężnej i walutowej państwa
- Nadzoruje i reguluje działalność banków i innych niebankowych organizacji finansowych
- Przechowuje i zarządza rezerwami walutowymi państwa
- Organizuje i kontroluje systemy płatnicze, usługi rozliczeniowe, rozliczeniowe i pieniężne w Tadżykistanie
- Utrzymuje i zarządza międzynarodowymi zasobami, którymi dysponuje
- Przechowywanie i zarządzanie rezerwami walutowymi państwa